# Greenwoodiella
Greenwoodiella – rodzaj roślin z rodziny storczykowatych (Orchidaceae). Obejmuje 3 gatunki występujące w Ameryce Południowej i Środkowej w takich krajach jak: Kostaryka, Kuba, Dominikana, Salwador, Gwatemala, Haiti, Honduras, Meksyk, Nikaragua oraz w stanie Teksas w USA.

## Systematyka
Rodzaj sklasyfikowany do plemienia Neottieae w podrodzinie epidendronowych (Epidendroideae), rodzina storczykowate (Orchidaceae), rząd szparagowce (Asparagales) w obrębie roślin jednoliściennych.
Wykaz gatunków
- Greenwoodiella deserticola Salazar, Hern.-López & J.Sharma
- Greenwoodiella micrantha (Lex.) Salazar & R.Jiménez
- Greenwoodiella wercklei (Schltr.) Salazar & R.Jiménez